# Summoning
Summoning es una banda de black metal austríaca. Su estilo ha sido descrito como black metal/Tolkien folk, ya que las letras de la mayor parte de sus álbumes hacen referencia al mundo mitológico de J. R. R. Tolkien, con la excepción notable de Stronghold.

## Biografía
Summoning fue formado en 1991[cita requerida] por Silenius (Michael Gregor), Protector (Richard Lederer) y Trifixion (Alexander Trondl). Antes de la creación de Summoning, Protector tocaba la batería en una banda thrash/death metal llamada Marlignom y había emprendido un estudio de cuatro años de batería en la escuela de música. Silenius estaba en una banda de doom metal llamada Shadow Vale (a la edad de 16 años) y estuvo varios años en la escuela de música estudiando piano. Antes de Summoning, Silenius tocaba junto con Pazuzu en una banda llamada Cromm Trifixion tocó en Pervertum.
Summoning grabaron 2 demos (Upon the Viking Stallion y Anno Mortiri Domini), así como una colaboración con la banda austriaca Pazuzu (The Urilia Text) y una promo de cinco pistas grabada para Lugburz. Casi todas las canciones de las demos nunca fueron publicadas después o se editaron sobre CD en una versión muy diferente.
Los demos se vendieron bastante bien en una tienda de discos de Viena, llamada "Why not". Después de un tiempo Silenius contactó con Thomas Tannenberger, entrando a formar parte de Abigor. Silenius terminó por hacer de vocalista en las publicaciones de Abigor como miembro permanente hasta 1999. El primer álbum de Abigor fue publicado con Napalm Records, lo que permitió a Silenius conseguir un contrato con dicha discográfica para la publicación del nuevo disco de Summoning, titulado Lugburz, en 1995. Ésta sería la última colaboración de Trifixion con el grupo; Pazuzu aparecía vocalista adicional y escribió algunas letras. Lugburz era un black metal más tradicional y muy diferente de las publicaciones posteriores de la banda.
La banda, convertida en dúo tras de la salida de Trifixion, publicó Minas Morgul también en 1995. En este disco, en el que regrabaron antiguas canciones, el grupo cambió de estilo, volviéndose hacia un metal más épico y atmosférico y utilizando la guitarra puramente como un instrumento de fondo, dando mayor importancia al sintetizador. Dol Guldur, en 1996, siguió este estilo, viéndose también influenciado por el proyecto darkwave de Protector Ice Ages. En 1997 publicaron el Ep Nightshade Forests, incluido en las reediciones de Dol Guldur. Tras esta publicación el trabajo del grupo paró, así como el de la mayor parte de los proyectos paralelos de sus componentes. Pero en 1999, Summoning volvió con Stronghold, todavía con su estilo clásico, aunque enfocado más en el trabajo de guitarra con líneas de melodía.
En el año 2001 publicaron Let Mortal Heroes Sing Your Fame. Este álbum volvía parcialmente a los orígenes del grupo, con un uso más épico y polifónico del teclado y tocando las guitarras con un estilo similar al de Stronghold. En esta ocasión se utilizaron más fragmentos hablados para transferir un estilo más dramático a las canciones, y la banda trabaja por primera vez con voces limpias, como se puede apreciar en su canción "Farewell". El álbum vuelve a estar ambientado en la Tierra Media de Tolkien, pero por primera vez se ve una cierta inspiración de las escrituras fantásticas de Michael Moorcock, aunque en ocasiones sólo es un punto de inspiración para ubicar la letra de nuevo en el universo de Tolkien (por ejemplo, en Ashen Cold). En 2003 aparece el EP Lost Tales, con restos de las sesiones de Dol Guldur, y en 2006 el grupo lanzó Oath Bound El largo período transcurrido entre los dos álbumes se debió a motivos personales de los miembros y a falta de ideas.
En 2013 publicaron Old Mornings Dawn con un estilo cada vez más alejado del black metal. Cinco años después publicaron With Doom We Come que continúa con el mismo sonido de Old Mornings Dawn.
Este dúo austriaco lleva alrededor de 20 años produciendo música épica cuyas fronteras hace tiempo que transcendieron al black metal de sus comienzos, creando su propio subestilo: basado en partes orquestales, con baterías programadas, donde las guitarras no juegan un papel predominante sino que se mantienen en un segundo plano, y donde las voces son mayoritariamente rasgadas, aunque en determinadas áreas incluyen pasajes hablados y voces limpias. La temática de sus letras está casi desde el principio de su carrera basada en torno a la literatura de Tolkien, con títulos de álbumes como Dol Goldur o Minas Morgul y canciones como Caradhras o Bauglir. Todo ello conforma una música majestuosa y cinematográfica.
La política de la banda es no tocar en directo pues sienten que no harían justicia a su música, fuertemente basada en la programación. A pesar de ser considerada underground han dado lugar a un subgénero y bandas como Caladan Brood, Emyn Muil, Sojourner o Avathar. Tienen más de 11 millones de escuchas en lastfm (y la duración media de las canciones está en torno a 8 minutos), multitud de vídeos hechos por los fanes en YouTube y muchos de seguidores en redes sociales de todas partes del mundo.

## Ideología
La banda ha hecho declaraciones totalmente antirracistas y antifascistas a su favor. En su página web oficial puede verse un comunicado a los fanes escrito por Protector cuando éste encontró en YouTube videos de propaganda fascista con la música de Summoning. Automáticamente, pidió a Youtube que se retiraran esos videos, al mismo tiempo que pidió que no se usara a Summoning como estandarte fascista. La banda defiende el hecho de que todas las bandas de NSBM (black metal nacional socialista) que se jactan de que su música es «aria» no saben que los instrumentos que utilizan en su gran mayoría, no lo son. «Un chico de oriente me pregunto si podía entrevistarme, a pesar de ser él judío. Lo mismo sucedió con un chico negro de Brasil. ¡Demonios! ¡no quiero que esto vuelva a pasar!» «Nuestros fanes de etnia negra, hispana, rusa, hebrea, china, etc, deberían saber que soy incapaz de encontrar una diferencia entre ellos y yo. Para mi cuenta la personalidad y no la etnia. Prefiero cien veces a un israelí con mis mismos intereses que a un austriaco totalmente distinto a mí».

## Discografía
- Upon the Viking Stallion: demo; 1993
- Anno Mortiri Domini: demo; 1994
- Lugburz: promo; 1994
- The Urilia Text: split con Pazuzu; 1994
- Lugburz: CD (Napalm Records); 1995
- Minas Morgul: promo; 1995
- Minas Morgul: CD (Napalm Records); 1995
- Dol Guldur: CD (Napalm Records); 1996
- Nightshade Forests: MCD (Napalm Records); 1997
- Stronghold: CD (Napalm Records); 1999
- Let Mortal Heroes Sing Your Fame: CD (Napalm Records); 2001
- Lost Tales: CDS (Napalm Records); 2003
- Oath Bound: CD (Napalm Records); 2006
- Sounds of Middle-Earth: 5 PICTURE DISC Box set (Temple of Darkness Records); 2007
- Old Mornings Dawn: CD (Napalm Records); 2013
- With Doom We Come: CD (Napalm Records); 2018

## Miembros actuales
- Protector: voz, guitarra y teclado.
- Silenius: bajo, voz y teclado.

## Miembros invitados
- Trifixion: batería en Lugburz
- Pazuzu: voz en algunas partes de Lugburz
- Tania Borsky: voz femenina en Stronghold
- Julia Wukovits: flautista en el tema Land of the Dead
- David Seys: voces en los temas Old Mornings Dawn y Earthshine
- Erika Szücs: voces susurrantes en los temas Evernight,  The white Tower y Redhorn

## Proyectos paralelos
Protector (Richard Lederer) se dedica a otros proyectos como son:
- Die Verbannten Kinder Evas, un proyecto darkwave.
- Ice Ages, EBM melódico.

Silenius (Michael Gregor) es el creador y único miembro de Kreuzweg Ost.

## Bandas Relacionadas
- Die Verbannten Kinder Evas
- Ice Ages
- Pazuzu
- Amestigon
- Kreuzweg Ost
- Mirkwood
- Abigor